# 荒金久雄
荒金 久雄（あらかね ひさお、1978年8月1日 - ）は、大分県別府市出身の元プロ野球選手（外野手）、プロ野球コーチ。右投右打。

## 来歴

### プロ入り前
中学まで投手、PL学園高校時代から外野手に転向。
PL学園高校3年生時（1996年）には第78回全国高等学校野球選手権大会で3回戦進出。当時のチームメイトには前川克彦らがいる。
青山学院大学へ進学。3年の大学選手権で優勝。東都大学リーグ通算97試合出場、359打数90安打、打率.251、7本塁打、34打点。ベストナイン2度受賞。1年下の石川雅規、志田宗大ともプレーした。2000年ドラフト会議で福岡ダイエーホークスから5位指名を受けて入団。背番号は51。

### ダイエー・ソフトバンク時代
2001年、一軍初出場をスタメンで飾る。更にこの試合で高校時代のチームメイトであった前川からプロ初安打を記録した。
2004年、村松有人の退団に伴い、出場機会が増加。6月22日の対日本ハム戦では、1点を勝ち越された10回裏2死に横山道哉から、プロ入り初のサヨナラ打を逆転サヨナラ適時打で飾った。夏場には主に1番センターを任され、74試合に出場。打率こそ.213と振るわなかったが、3本塁打を記録。この内訳は、2本塁打は大阪ドームの近鉄戦で記録したものであり、7月22日の対西武戦では初回先頭打者本塁打を放った。
2005年、主に守備固めとして起用されていたが、プレーオフ第2ステージでは3戦目の9回裏、代打で起用されると後にチームメイトとなる小林雅英から起死回生の適時打を放った。
2006年、2007年は、若手選手の台頭や多村仁の加入もあり一軍での出場が減少していたが、2008年には主力選手の故障により出場機会を得ると、4年ぶりに本塁打を放った。

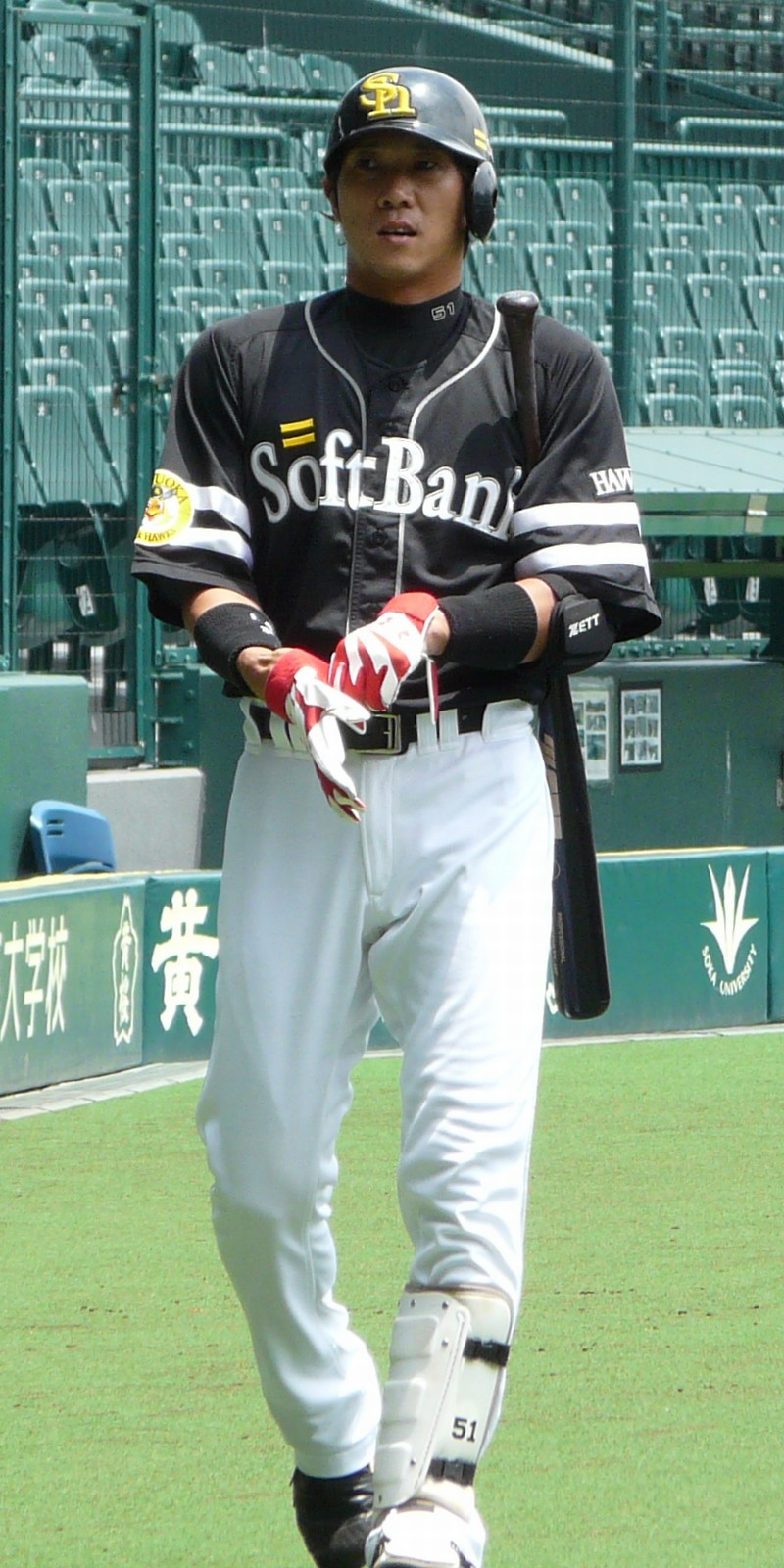
福岡ソフトバンクホークス時代（2009年7月1日）

しかし2009年は再び一軍での出場が減り、翌2010年4月29日に金澤健人との交換トレードで、金子圭輔と共にオリックス・バファローズへ移籍。背番号は金澤が付けていた50。

### オリックス時代
入団直後に即一軍に昇格し、5月4日の古巣・ソフトバンク戦で代打出場していきなり安打を放つなど、移籍後は打撃好調で出場機会を増やしていく。交流戦では主に2番ライトまたはレフトとして起用され、交流戦で打率.379をマークし交流戦優勝の原動力となり、その後も6月22日のロッテ戦にはチームではイチロー以来となる3打席連続二塁打、3打点の活躍を見せるなど、6月は月間打率.316、7月は.300とレギュラーを手中にしかけていた。だが、8月に入ると途端に打撃で精彩を欠くようになり、森山周やフランシスコ・カラバイヨの台頭もあり二軍降格も味わった。最終的に打率は.269となったが、いずれも自己最多の47安打、16二塁打、3本塁打の成績を残した。オフには背番号を50から同年に引退した塩崎真が付けていた31に変更された。
2011年は、開幕こそ二軍スタートだったが、6月11日に一軍登録。同日の巨人戦でスタメン出場を果たすと、内海哲也から本塁打を放った。その後も左投手が先発する試合でスタメン出場するケースが多かったが、7月3日の古巣・ソフトバンク戦では、9回裏に同点に追いついた直後に李承燁の代打で出場し、森福允彦から自身7年ぶりにサヨナラ打を放ち、このカードの同一3連勝を劇的な形で締めた。また、このサヨナラ打で、前日の鈴木郁洋・同月5日の赤田将吾と共に、球団史上初の3試合連続サヨナラ勝ちに貢献した。しかし、その後は打撃がふるわず、打率.205、2本塁打8打点に終わった。
2012年は同じ右打ち外野手の新人の川端崇義がレギュラーを掴み、またシーズン中にボビー・スケールズが加入した事もあり出場機会に恵まれず、5月中旬に3試合の出場、2安打のみに終わり、10月4日に戦力外通告を受けた。

### 引退後
2012年12月6日、ソフトバンクのスカウト（関西担当）に就任することが発表された。担当した選手は高橋礼、増田珠、椎野新。
2021年からはソフトバンクの二軍、三軍のフロントファーム部門野手育成担当を担当。
2024年からはソフトバンクのコーディネーター（野手統括兼守備走塁）を務める。

## 選手としての特徴・人物
俊足・好守を誇る外野手。打撃ではパンチ力に加え、しぶとく状況に応じたチームプレーができる。また、勝負強さも持ち合わせている。守備では強肩かつ敏捷で正確なスローイングを誇る。
球場などで関係者と出会った際は、相手の方に体を向き直してから挨拶をするなど、非常に真面目で礼儀正しい人物である。

## 詳細情報

### 年度別打撃成績
| 年 度      | 球 団                 | 試 合 | 打 席 | 打 数 | 得 点 | 安 打 | 二 塁 打 | 三 塁 打 | 本 塁 打 | 塁 打 | 打 点 | 盗 塁 | 盗 塁 死 | 犠 打 | 犠 飛 | 四 球 | 敬 遠 | 死 球 | 三 振 | 併 殺 打 | 打 率 | 出 塁 率 | 長 打 率 | O P S |
| ---------- | --------------------- | ----- | ----- | ----- | ----- | ----- | -------- | -------- | -------- | ----- | ----- | ----- | -------- | ----- | ----- | ----- | ----- | ----- | ----- | -------- | ----- | -------- | -------- | ----- |
| 2001       | ダイエー ソフトバンク | 2     | 7     | 6     | 1     | 1     | 0        | 0        | 0        | 1     | 0     | 0     | 1        | 0     | 0     | 1     | 0     | 0     | 1     | 0        | .167  | .286     | .167     | .452  |
| 2003       | ダイエー ソフトバンク | 28    | 23    | 23    | 7     | 4     | 1        | 0        | 0        | 5     | 0     | 1     | 0        | 0     | 0     | 0     | 0     | 0     | 5     | 0        | .174  | .174     | .217     | .391  |
| 2004       | ダイエー ソフトバンク | 74    | 192   | 164   | 16    | 35    | 11       | 1        | 3        | 57    | 15    | 1     | 1        | 6     | 0     | 13    | 0     | 9     | 42    | 1        | .213  | .306     | .348     | .654  |
| 2005       | ダイエー ソフトバンク | 72    | 58    | 49    | 9     | 11    | 3        | 1        | 0        | 16    | 2     | 0     | 1        | 2     | 0     | 5     | 0     | 2     | 14    | 1        | .224  | .321     | .327     | .648  |
| 2006       | ダイエー ソフトバンク | 19    | 18    | 17    | 0     | 1     | 1        | 0        | 0        | 2     | 0     | 0     | 0        | 0     | 0     | 0     | 0     | 1     | 7     | 0        | .059  | .111     | .118     | .229  |
| 2007       | ダイエー ソフトバンク | 18    | 16    | 14    | 6     | 3     | 0        | 0        | 0        | 3     | 0     | 0     | 0        | 0     | 0     | 2     | 0     | 0     | 4     | 0        | .214  | .313     | .214     | .527  |
| 2008       | ダイエー ソフトバンク | 55    | 105   | 94    | 11    | 24    | 7        | 0        | 1        | 34    | 9     | 1     | 0        | 2     | 1     | 3     | 0     | 5     | 18    | 1        | .255  | .311     | .362     | .672  |
| 2009       | ダイエー ソフトバンク | 16    | 11    | 11    | 2     | 3     | 0        | 0        | 1        | 6     | 4     | 0     | 0        | 0     | 0     | 0     | 0     | 0     | 2     | 0        | .273  | .273     | .545     | .818  |
| 2010       | オリックス            | 64    | 204   | 175   | 30    | 47    | 16       | 1        | 3        | 74    | 16    | 0     | 1        | 6     | 1     | 14    | 0     | 8     | 49    | 4        | .269  | .348     | .423     | .771  |
| 2011       | オリックス            | 38    | 92    | 83    | 8     | 17    | 5        | 0        | 2        | 28    | 8     | 0     | 0        | 0     | 0     | 8     | 0     | 1     | 24    | 0        | .205  | .283     | .337     | .620  |
| 2012       | オリックス            | 3     | 8     | 8     | 0     | 2     | 0        | 0        | 0        | 2     | 1     | 0     | 0        | 0     | 0     | 0     | 0     | 0     | 2     | 0        | .250  | .250     | .250     | .500  |
| 通算：11年 | 通算：11年            | 389   | 734   | 644   | 90    | 148   | 44       | 3        | 10       | 228   | 55    | 3     | 4        | 16    | 2     | 46    | 0     | 26    | 168   | 7        | .230  | .306     | .354     | .660  |

- ダイエー（福岡ダイエーホークス）は、2005年にソフトバンク（福岡ソフトバンクホークス）に球団名を変更

### 年度別守備成績
| 年 度 | 球 団                 | 外野  | 外野  | 外野  | 外野  | 外野  | 外野     |
| 年 度 | 球 団                 | 試 合 | 刺 殺 | 補 殺 | 失 策 | 併 殺 | 守 備 率 |
| ----- | --------------------- | ----- | ----- | ----- | ----- | ----- | -------- |
| 2001  | ダイエー ソフトバンク | 2     | 1     | 0     | 0     | 0     | 1.000    |
| 2003  | ダイエー ソフトバンク | 17    | 10    | 0     | 0     | 0     | 1.000    |
| 2004  | ダイエー ソフトバンク | 69    | 96    | 0     | 1     | 0     | .990     |
| 2005  | ダイエー ソフトバンク | 62    | 46    | 3     | 1     | 0     | .980     |
| 2006  | ダイエー ソフトバンク | 12    | 8     | 0     | 0     | 0     | 1.000    |
| 2007  | ダイエー ソフトバンク | 9     | 7     | 0     | 0     | 0     | 1.000    |
| 2008  | ダイエー ソフトバンク | 55    | 63    | 0     | 1     | 0     | .984     |
| 2009  | ダイエー ソフトバンク | 12    | 3     | 1     | 0     | 0     | 1.000    |
| 2010  | オリックス            | 56    | 87    | 1     | 1     | 0     | .989     |
| 2011  | オリックス            | 27    | 34    | 0     | 1     | 0     | .971     |
| 2012  | オリックス            | 2     | 1     | 0     | 1     | 0     | .500     |
| 通算  | 通算                  | 333   | 356   | 5     | 6     | 0     | .984     |

### 記録
初記録
- 初出場・初先発出場：2001年9月30日、対大阪近鉄バファローズ28回戦（福岡ドーム）、1番・中堅手で先発出場
- 初安打：同上、3回裏に前川勝彦から左前安打
- 初盗塁：2003年5月17日、対西武ライオンズ7回戦（西武ドーム）、10回表に二盗（投手：森慎二、捕手：細川亨）
- 初打点：2004年6月20日、対千葉ロッテマリーンズ14回戦（千葉マリンスタジアム）、4回表に高木晃次から左前適時打
- 初本塁打：2004年7月18日、対大阪近鉄バファローズ19回戦（大阪ドーム）、8回表に小池秀郎から左越ソロ

### 背番号
- 51（2001年 - 2010年途中）
- 50（2010年途中 - 同年終了）
- 31（2011年 - 2012年）
- 023（2024年 -　）